# لجنة مكافحة الاحتكار (أوكرانيا)
لجنة مكافحة الاحتكار (بالاوكرانية: Антимонопольний комітет України)؛  هي الهيئة التنظيمية العليا للمنافسة في أوكرانيا . إنها سلطة الدولة ذات الوضع الخاص، وتهدف إلى توفير حماية الدولة للمنافسة في مجال نشاط ريادة الأعمال.

## عمل الجنة
تنفذ لجنة مكافحة الاحتكار في أوكرانيا أنشطتها على أساس (القوانين التشريعية المتعلقة بحماية المنافسة الاقتصادية  في أوكرانيا) ان لجنة مكافحة الاحتكار في أوكرانيا شرعت قانون لحماية من المنافسة غير المشروعة هي من أهم هذه القوانين وتتألف اللجنة من الرئيس و 10 مفوضين. بينهم نائبان أول وثلاثة نواب آخرون. تخضع أنشطة لجنة مكافحة الاحتكار في أوكرانيا لسيطرة رئيس أوكرانيا اللجنة مسؤولة أمام المجلس الأعلى لأوكرانيا  يقوم الرئيس بالاتفاق مع المجلس الأعلى لأوكرانيا بتعيين وعزل رئيس لجنة مكافحة الاحتكار في أوكرانيا. يتم تعيين النواب والنواب الأوائل لرئيس لجنة مكافحة الاحتكار في أوكرانيا وعزلهم من التعيينات من قبل رئيس أوكرانيا بناءً على اقتراح من رئيس وزراء أوكرانيا. تم تقديم الاقتراح على أساس اقتراحات رئيس لجنة مكافحة الاحتكار في أوكرانيا. في كل منطقة من مناطق أوكرانيا، بما في ذلك مدينتي كييف وسيفاستوبول، سيتم إنشاء مكاتب إقليمية للجنة مكافحة الاحتكار في أوكرانيا. المكاتب المذكورة أعلاه هي كيانات قانونية تقوم بمهام لجنة مكافحة الاحتكار على المستوى الإقليمي. في إطار عملية الشراء، تشرف اللجنة على أنشطة الشركات من جميع أنواع الملكية، والسلطات الحكومية والمحلية، وأنشطة رواد الأعمال الأجانب في أوكرانيا أيضًا. يحق للجنة اتخاذ قرارات بشأن التخفيف من خرق قانون المنافسة، وهو أمر إلزامي للشركات وسلطات الدولة، للسماح أو حظر الإجراءات المنسقة في السوق، لفرض غرامات أو تطبيق عقوبات أخرى فيما يتعلق بخرق قواعد العدالة منافسة. في عام 2020 ، طالبت لجنة مكافحة الاحتكار بتوسيع صلاحياتها لمنح الوكالة القدرة على أن يكون لها رأي في استئناف المشتريات العام.

## الرؤساء
1-أولكسندر زافادا من (1992 إلى 2001)
2-أوليكسي كوستوسيف من (2001 إلى 2008)
3-أولكسندر ميلنيشينكو (بالوكالة) من (2008 إلى 2010)
4-أوليكسي كوستوسيف سنه واحده 2010.
5-فاسيل تسوشكو من ( 2010 إلى 2014) .
6-ميكولا باراش (تمثيل) من (2014 إلى 2015).
7-يوري تيرنتييف من (2015 إلى 2020).
8-ألدر بيشانسكا من ( عام 2020 إلى الوقت الحاضر).

## روابط خارجية
- الموقع الرسمي